# Lars Boje Mathiesen
Lars Boje Mathiesen (født 21. maj 1975 i Skive) er en dansk folkeskolelærer og politiker, der er formand for og stifter af partiet Borgernes Parti.
Han har siddet i Folketinget siden 2019, valgt i Østjyllands Storkreds.

Lars Boje Mathiesen var desuden tidligere kortvarigt formand for partiet Nye Borgerlige. 9. marts 2023 blev han afsat som partiformand og ekskluderet fra Nye Borgerlige efter en strid om finansiering og aflønning og var efterfølgende løsgænger i Folketinget frem til januar 2025, hvor Borgernes Parti blev anmeldt som en partigruppering i Folketinget.
Boje Mathiesen har tidligere repræsenteret partierne Liberal Alliance og Nye Borgerlige i Aarhus Byråd (2014-2018).

## Baggrund
Lars Boje Mathiesen er vokset op på en nu nedlagt gård nær Ribe, efter eget udsagn i en hippiefamilie. Han er uddannet folkeskolelærer fra Ribe Seminarium og Nørre Nissum Seminarium i 2000 til 2005 og arbejdede som lærer fra 2005 til 2019, heriblandt på folkeskolerne Ellevangskolen og Vejlby Skole i Aarhus og Rolf Krake Skolen i Holstebro. Som lærer har han undervist i samfundsfag, engelsk, kristendom og historie.
Han har studeret management og psykologi på Southeast State University of Missouri i USA og har desuden påbegyndt en diplomuddannelse i offentlig ledelse, men ikke færdiggjort den. Tidligere har han haft sit eget hotel og café i Ribe, og han har siden 2001 arbejdet freelance som musiker.

## Politisk karriere
Boje var politisk leder for Liberal Alliance i Aarhus 2014-2016 og blev valgt ind i Aarhus Byråd for partiet ved kommunalvalget 2013. Han forlod partiet i september 2016, efter at partiets storkredsbestyrelse i Østjylland ikke havde ønsket at opstille ham som folketingskandidat i storkredsen. Efter en uge som løsgænger i byrådet meldte han sig senere på måneden ind i Nye Borgerlige. 2017-2019 var han politisk leder for Nye Borgerlige i Aarhus.
I 2019 blev han valgt for Folketinget for Nye Borgerlige i Østjyllands Storkreds og har blandt andet været partiets finans- og skatteordfører. Ved Folketingsvalget i 2022 blev han genvalgt med 11.150 personlige stemmer.
Som politiker har han bl.a. gjort sig bemærket for sin modstand mod den tidligere regerings coronarestriktioner og vaccine-strategi.
Da Pernille Vermund den 10. januar 2023 meddelte, at hun ikke ønskede at fortsætte som formand for Nye Borgerlige, stillede Boje op til posten med opbakning fra den afgående næstformand Peter Seier Christensen og folketingsmedlem Kim Edberg Andersen. Han blev valgt uden modkandidater ved partiets ekstraordinære generalforsamling den 7. februar 2023. Blot 30 dage senere, den 9. marts 2023, blev han imidlertid afsat og ekskluderet fra Nye Borgerlige af en enig hovedbestyrelse som følge af en strid om finansiering og hans aflønning som partiformand.
Efter eksklusionen fastslog Liberal Alliance, Venstre, Moderaterne, Dansk Folkeparti, Det Konservative Folkeparti, Danmarksdemokraterne og SF, at Lars Boje Mathiesen enten ikke var velkommen eller at man havde meget svært ved at se ham i et af partierne.

### Borgernes Parti
Lars Boje Mathiesen annoncerede 28. august 2024, at han stiftede et nyt parti med navnet Borgernes Parti - Lars Boje Mathiesen. Valgnævnet havde på daværende tidspunkt godkendt partiets navn, og han gik derfor i gang med at indsamle de 20.195 vælgererklæringer, det krævede at stille op til næste folketingsvalg. 17. december havde partiet indsamlet tilstrækkelig mange erklæringer, og 15. januar 2025 godkendte Indenrigs- og Sundhedsministeriet officielt partiet som opstillingsberettiget.
Ifølge partiet selv har det ingen ideologi, men det vil arbejde for mindre offentlig administration, mere direkte demokrati og enklere bilbeskatning.

## Privat
Lars Boje Mathiesen bor i Harlev sammen med sin hustru og to døtre.